# Johann Schenk
Johann Schenk, detto anche Schenck (Wiener Neustadt, 30 novembre 1753 – Vienna, 29 dicembre 1836), è stato un compositore austriaco.
A Schenk fu impartita una educazione musicale da corista già da bambino. Più tardi aggiunse allo studio del canto quello della composizione, a Vienna con Georg Christoph Wagenseil.
Nel 1796 venne assunto come direttore dell'orchestra principesca di Auersperg, e nello stesso tempo iniziò un'attività di successo come compositore di Singspiel e opere popolari. Dei tanti lavori di questo genere, pieni di umore e belle melodie, sono da ricordare particolarmente Der Dorfbarbier (Il barbiere del villaggio del 1785 al Kärntnertortheater di Vienna) , Der Bettelstudent (Lo studente mendicante) e Der Faßbinder (Il bottaio).
Schenk morì in condizioni bisognose, nonostante la sua attività e il suo successo. A favore della purezza della sua educazione musicale depone il fatto che il giovane Ludwig van Beethoven preferiva le sue lezioni di composizione a quelle di Franz Joseph Haydn.